# Anton August Naaff

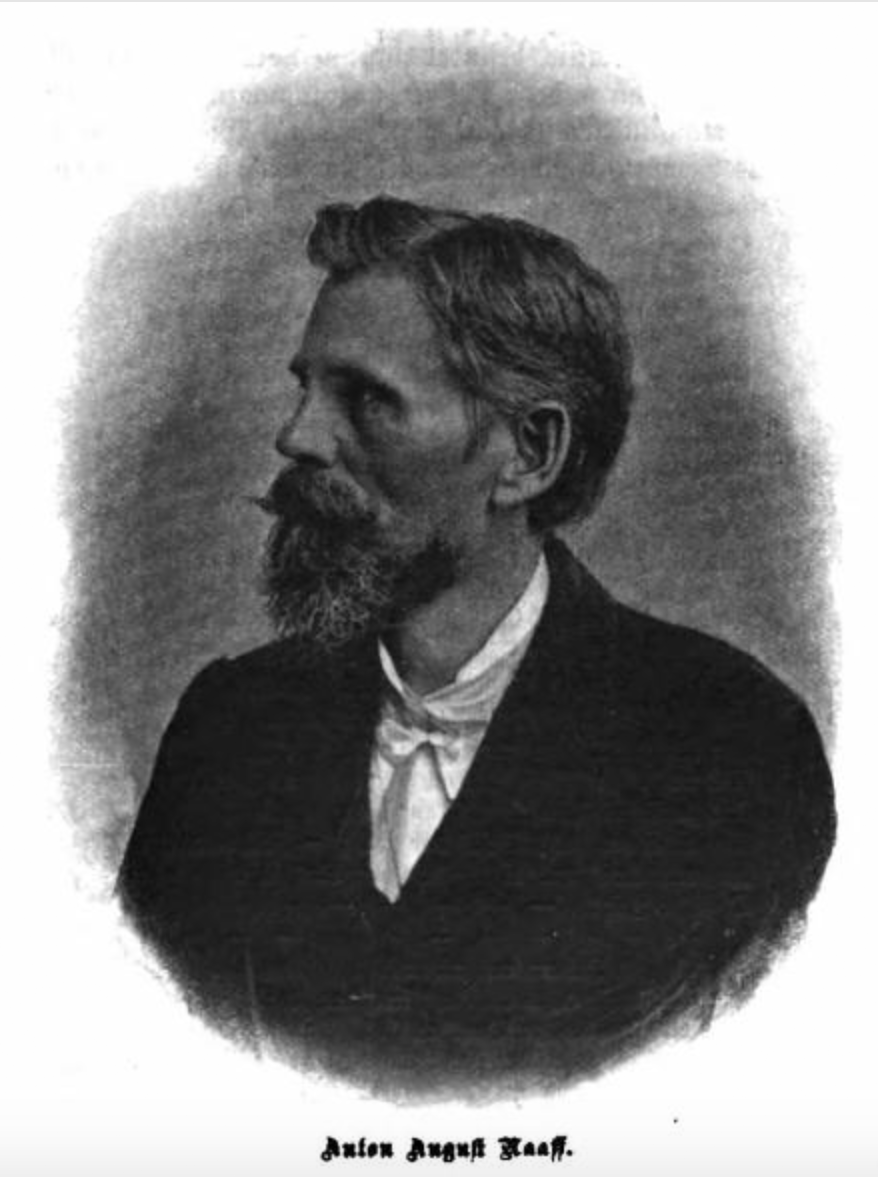
Abbildung des Schriftstellers Anton August Naaff

Anton August Naaff (* 28. November 1850 in Weitentrebetitsch, Böhmen als Anton Franz Naaf bzw. Naaff; † 27. Dezember 1918 in Wien) war ein böhmisch-österreichischer Dichter, Schriftsteller und Herausgeber.

## Leben
Naaff wurde 1850 in Weitentrebetitsch als Sohn des Bauern Anton Naaff (1823–?) und dessen Ehefrau Theresia geb. Donner (1828–1915) geboren. Seine Familie war seit 1550 in der Gegend von Podersam-Saaz ansässig. Der Vater stammte aus Willomitz, die Mutter aus Libotitz. Die Eltern bewirtschafteten einen landwirtschaftlichen Hof in Weitentrebetitsch, übersiedelten 1870 nach Strössau bei Komotau, wo sie einen Hof erworben hatten. Naaff wuchs in Weitentrebetitsch auf. Er besuchte das Unter-Gymnasium in Saaz und das Ober-Gymnasium in Komotau. Anschließend studierte er von 1871 bis 1874 Rechtswissenschaft an der Karls-Universität in Prag und der Universität Wien. Nachdem Naaff zeitweise sehr schwer erkrankt war, entschloss er sich Schriftsteller zu werden. Ab 1875 war er als Redakteur beim Deutschen Volksblatt tätig. 1879 wurde er Leiter des Teplitz-Schönauer Anzeigers.

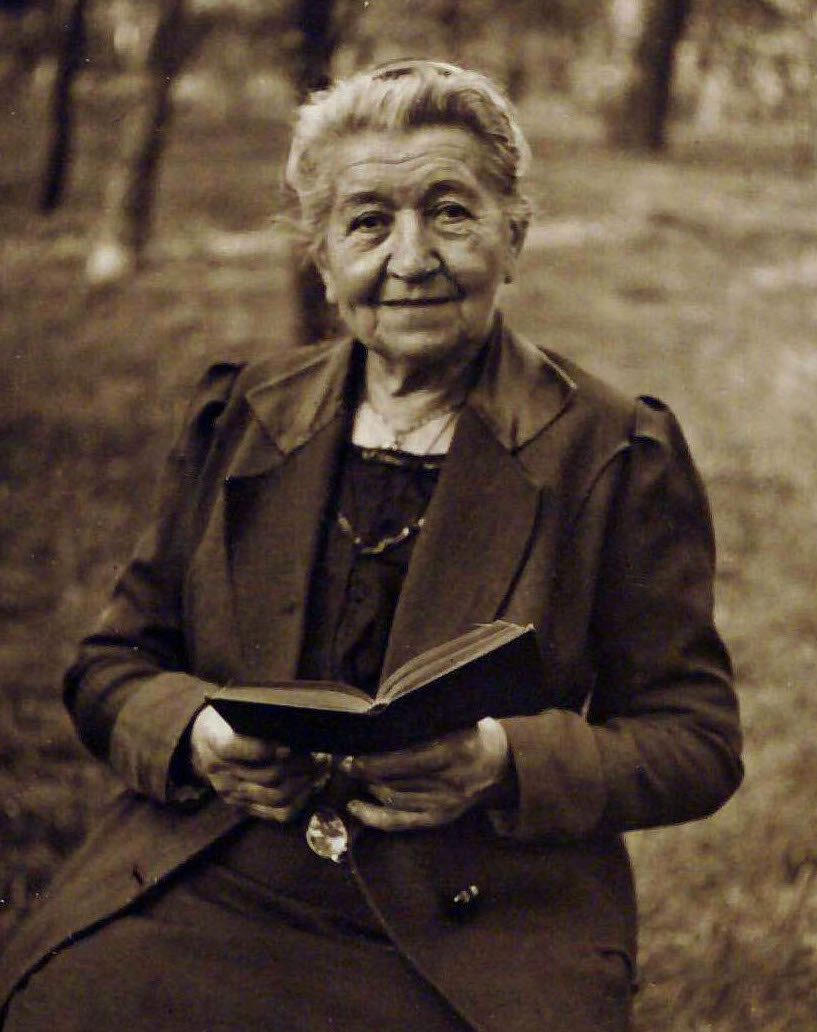
Marianne Naaff-Eggersberg, aufgenommen im Sommer 1923 im Garten ihres Landhauses in Wien-Gersthof

1880 übersiedelte er nach Wien und ließ sich in einem Landhaus im damaligen Vorort Gersthof nieder. Er erwarb im Folgejahr die bis dahin wenig erfolgreiche Zeitschrift für die musikalische Welt. Naaff führte die Zeitung als Redakteur und Herausgeber unter dem Namen Die Lyra. Wiener Allgemeine Zeitschrift für die literarische und musikalische Welt fort. Sowohl in der Lyra als auch in anderen Zeitschriften veröffentlichte Naaff zahlreiche Aufsätze (beispielsweise eine Serie Das deutsche Volkslied in Österreich) und Gedichte. Seine Lyrik wurde zudem in Sammelbänden veröffentlicht und häufig vertont. Neben zahlreichen weiteren deutschen und österreichischen Dichtern und Musikern veröffentlichte auch seine Lebensgefährtin, die böhmisch-österreichische Schriftstellerin Marianne Eggersberg (* 30. Januar 1852 in Kaaden; † Mai 1938 in Wien) einige ihrer Gedichte und Geschichten in der Lyra. Mit dieser bewohnte Naaff das von ihm erworbene Landhaus, das sogenannte Lyra-Heim, das sich zu einem Treffpunkt für österreichische Dichter, Schriftsteller und Musiker entwickelte. Zu den Gästen zählten unter anderem Marie von Ebner-Eschenbach, Carola Bruch-Sinn, Guido von List, Adolf Harpf und Josef Böck-Gnadenau. Naaff gehörte zu den frühen Förderern des Scheffelbundes und veröffentlichte regelmäßig in deren Jahrbüchern.
Naaff trat 1906 als Kandidat für die deutschnationale Partei bei den Gemeindewahlen in Wien an. 1910 wurde er anlässlich seines 60. Geburtstages mehrfach ausgezeichnet. Unter anderem erhielt er die große Schubert-Medaille, die Karl-Friedrich-Zelter-Medaille und die Ehrenbürgerschaft der Stadt Komotau. 1911 übergab er seine Zeitung „Die Lyra“ an den allgemeinen deutschen Sängerbund. Am 27. Dezember 1918 starb Naaff in Wien. Der von ihm geführte Lyra-Chorverlag und sein literarischer Nachlass gingen an seine langjährige Lebensgefährtin Marianne Naaff-Eggersberg über. Ihr gemeinsamer Nachlass lagert heute in der Wienbibliothek im Rathaus.
Naaff war Ehrenbürger der böhmischen Städte Brüx, Komotau und Willomitz.
Der Vers über dem Eingangstor des Reichenberger Krematoriums stammt von Naaff. Wenzel Winterberg, der namensgebende Protagonist des Romans Winterbergers letzte Reise von Jaroslav Rudiš, erzählt, sein Vater habe Naaff „ein wenig gekannt“ und den Vers als Aufschrift über dem Eingangstor ausgewählt.
Seit dem 8. Juni 1937 trägt ein Teil der Herbeckstraße im 18. Wiener Gemeindebezirk (Pötzleinsdorf), wo sich einstmals das Landhaus und sogenannte Lyra-Heim von Anton August Naaff befand, den Namen Naaffgasse.

## Werke (Auswahl)
- Liebesgaben: Poesien- und Novellen-Album. 1877, Komotau: Brüder Butter
- Die Dux-Teplitzer Gruben- und Quellenkatastrofe vom Jahre 1879. Leipzig 1879, Knapp
- Von stiller Insel. Leipzig 1882, Friedrich
- Von schwarzer Erde: Deutsche Volksgeschichte aus Oesterreich. Wien 1885, Leykam
- Aus dem Dornbusch: Lieder vom Hügel. Leipzig 1890, Pierson
- Gartheil und Krauseminz: Lieder im Volkston. Berlin 1891, Verlag. v. Herm. J. Meidinger
- Zehn Sommer: Lieder und Gedichte aus dem Lebensbuche eines Wandernden. Wien 1906, Lyra
- Zwischen den Wettern. Wien 1915/16, Lyra